# Milano-Sanremo 2022
La Milano-Sanremo 2022, centotredicesima edizione della corsa e valida come sesta prova dell'UCI World Tour 2022 categoria 1.UWT, si svolse il 19 marzo 2022 su un percorso di 293 km, con partenza da Milano e arrivo a Sanremo, in Italia. La vittoria fu appannaggio dello sloveno Matej Mohorič, il quale completò il percorso in 6h27'49", alla media di 45,033 km/h, precedendo il francese Anthony Turgis e l'olandese Mathieu van der Poel.
Sul traguardo di Sanremo 159 ciclisti, su 166 partiti da Milano, portarono a termine la competizione.

## Squadre e corridori partecipanti
| N.      | Cod. | Squadra                         |
| ------- | ---- | ------------------------------- |
| 1-7     | TFS  | Trek-Segafredo                  |
| 11-17   | ACT  | AG2R Citroën Team               |
| 21-27   | AFC  | Alpecin-Fenix                   |
| 31-37   | AST  | Astana Qazaqstan Team           |
| 41-47   | TBV  | Bahrain Victorious              |
| 51-57   | BCF  | Bardiani-CSF-Faizanè            |
| 61-66   | BOH  | Bora-Hansgrohe                  |
| 71-77   | COF  | Cofidis                         |
| 81-87   | DRA  | Drone Hopper-Androni Giocattoli |
| 91-97   | EFE  | EF Education-EasyPost           |
| 101-107 | EOK  | Eolo-Kometa Cycling Team        |
| 111-117 | GFC  | Groupama-FDJ                    |

| N.      | Cod. | Squadra                     |
| ------- | ---- | --------------------------- |
| 121-127 | IGD  | Ineos Grenadiers            |
| 131-137 | IWG  | Intermarché-Wanty-Gobert    |
| 141-147 | ISN  | Israel-Premier Tech         |
| 151-157 | TJV  | Jumbo-Visma                 |
| 161-167 | LTS  | Lotto Soudal                |
| 171-177 | MOV  | Movistar Team               |
| 181-187 | QST  | Quick-Step Alpha Vinyl Team |
| 191-197 | ARK  | Team Arkéa-Samsic           |
| 201-207 | BEX  | Team BikeExchange-Jayco     |
| 211-217 | DSM  | Team DSM                    |
| 221-227 | TDE  | TotalEnergies               |
| 231-237 | UAD  | UAE Team Emirates           |

## Resoconto degli eventi
I primi distacchi si registrano su capo Berta dove perde terreno tra gli altri Thomas Pidcock uno dei favoriti della vigilia. 
La gara si accende già dall'ascesa della Cipressa grazie al ritmo forsennato della UAE con Jan Polanc e Davide Formolo che tiene alto il ritmo fino all'attacco del Poggio, grazie al lavoro della UAE il gruppo all'attacco dell'ultima salita è formato da solo una trentina di atleti. Gli ultimi fuggitivi ad essere ripresi sono Rivi e Tonelli che resistono fino alle prime rampe del Poggio. A questo punto dopo il lavoro di Diego Ulissi è direttamente Tadej Pogačar ad attaccare non riuscendo comunque a fare selezione. In vista dello scollinamento è Søren Kragh Andersen ad andare via portando con sé lo stesso Pogačar, Wout Van Aert e Mathieu van der Poel. Il quartetto passa in testa con pochi secondi di vantaggio sul gruppo inseguitore guidato da Matej Mohorič. Lo sloveno riesce in poche centinaia di metri di discesa del Poggio a riportarsi sui primi e a superarli sferrando un attacco in discesa. Correndo diversi rischi nelle curve del Poggio e grazie anche all'utilizzo di un reggisella telescopico riesce a giungere al termine della discesa con una manciata di secondi di vantaggio che gli permettono di trionfare in solitaria sul traguardo di via Roma. secondo giunge il francese Anthony Turgis che precede Mathieu van der Poel nella volta del gruppo.

## Ordine d'arrivo (Top 10)
| Pos. | Corridore            | Squadra       | Tempo    |
| ---- | -------------------- | ------------- | -------- |
| 1    | Matej Mohorič        | Bahrain       | 6h27'49" |
| 2    | Anthony Turgis       | TotalEnergies | a 2"     |
| 3    | Mathieu van der Poel | Alpecin       | s.t.     |
| 4    | Michael Matthews     | BikeExchange  | s.t.     |
| 5    | Tadej Pogačar        | UAE           | s.t.     |
| 6    | Mads Pedersen        | Trek          | s.t.     |
| 7    | Søren Kragh Andersen | DSM           | s.t.     |
| 8    | Wout Van Aert        | Jumbo         | s.t.     |
| 9    | Jan Tratnik          | Bahrain       | a 5"     |
| 10   | Arnaud Démare        | Groupama      | a 11"    |